# Andre Williams
Zephire Andre Williams, conocido como Andre Williams (Bessemer, Alabama; 1 de noviembre de 1936-Chicago, Illinois; 17 de marzo de 2019), fue un cantante estadounidense de rhythm and blues y punk blues que comenzó su carrera en la década de 1950 en la compañía Fortune Records de Detroit.

## Biografía
Williams vivió con su madre hasta la muerte de ésta cuando él contaba con seis años de edad. Él era un astuto e inteligente joven, y se crio con sus tías hasta los 16 años de edad. A continuación, se estableció por su cuenta y se mudó a Detroit, Míchigan. Allí entabló amistad con Jack y Devora Brown, los propietarios de la compañía Fortune Records, ubicada en la parte trasera de una barbería. 
En 1955 se convirtió en cantante de The 5 Dollars, los cuales tenían un contrato con Fortune Records. Aunque la mayoría de las canciones fueron creadas con el nombre musical de Andre Williams and the Don Juans —en el año 1956 con Epic Records pasaría llamarse Andre Mr Rhythm Williams and his New Group—, «Bacon Fat» y «Jail Bait», fueron grandes éxitos. «Bacon Fat» alcanzó el puesto nueve en la lista de éxito de Billboard en 1957. «Bacon Fat» —escrito por Williams— tuvo tanto éxito que Fortune Records vendió la canción a Epic Records, un distribuidor mucho más grande —lanzado como Epic 5-9196 «Bacon Fat/Just because of a Kiss»—. Puesto que «Bacon Fat» y «Jail Bait» habían sido un éxito, Williams pensó que le iría si en sus canciones hablaba, en vez de cantar, ya que no tenía una buena voz en comparación con otros cantantes de la década de 1950. En 1960, Fortune Record publicó un LP completo, de todos sus singles con The Don Juans, que fue titulado Jail Bait —reeditado en 1986—, comenzando así su fama a nivel nacional.
En 1960 fichó por el sello Motown Record. 
En la década de 1960, Williams fue coautor de la primera canción de Stevie Wonder llamada «Thank You for Loving Me». «Shake a Tail Feather», interpretada por The Five Du-Tones en 1963 y después por Ike & Tina Turner también fue un éxito. «Twine Time» escrita por Wiliams e interpretada por Alvin Cash & The Crawlers, fue otro éxito. A la vez que conseguía estos éxitos, Williams supervisó la realización de varios álbumes de The Contours. Además, en los años 1960, Williams era el mánager del cantante de soul Edwin Starr.
En 1966, Williams lanzó dos discos con el sello discográfico Avín, a continuación, dos grabaciones fueron lanzadas con la Detroit's Wingate Label: «Juice Loose» y «Do it». Poco después, en 1967, con Ric-Tic Label, dio a conocer, «You Got It and I Want It».
En 1968, Williams firmó con la Chess Records, el sello discográfico de blues más importante de Chicago. Williams había vuelto y comenzó a tener una vida un poco loca, abusando del alcohol y las drogas.
A lo largo de la década de 1980, Andre Williams se encontraba en la pobreza debido a sus adicciones de drogas. Vivió en Chicago, Illinois, y estuvo un tiempo mendigando y viviendo en la calle.
En 1996, Andre Williams lanzó Mr. Rhythm que incluía nuevas versiones de sus viejas canciones de la era Jail Bait.
En 1999, comenzó su relación con la Bloodshot Records con la grabación de un álbum country con el grupo canadiense The Sadies, titulado Red Dirt.
En 2001 se habló de su reciente conversión al judaísmo y su circuncisión.
En 2002-2003 realizó una gira con la banda de sleaze rock Green Hornet.
Williams siguió realizando espectáculos en los Estados Unidos, y una gira por Europa en 2001 —con la banda holandesa The Green Hornet, como banda de acompañamiento—, 2005 y 2006 —con los hermanos Marshall—. De agosto a noviembre de 2006, tuvo una corta gira por Europa, terminando en Suiza. Luego a principios de 2008 una gira europea con The Flash Express.
En 2008 el incombustible Andre Williams se reencontró con los canadienses The Sadies y comenzó a gestarse el disco Night and Day. El disco vio la luz en 2012 y se convirtió en una de las mejores obras que ha manufacturado el Black Godfather en los últimos 20 años. Aunque según The Sadies, la mitad de este disco era muy buena, pero la otra mitad habría sido mucho mejor si el señor Williams hubiera llegado en mejores condiciones a grabarlo.

## Discografía
- 1960: Jail Bait
- 1986: Bacon Fat
- 1990: Directly from the Streets
- 1994: Mr. Rhythm Is Back
- 1996: Mr. Rhythm
- 1996: Greasy
- 1998: Silky
- 1999: Red Dirt
- 2000: The Black Godfather
- 2000: Fat Back & Corn Liquor
- 2001: Bait & Switch
- 2003: Holland Shuffle (Live)
- 2006: Aphrodisiac (with The Diplomats of Solid Sound)
- 2008: Can You Deal with It? (with The New Orleans Hellhounds)
- 2010: That's All I Need
- 2012: Hoods and Shades